# Gymnasium Gars
Das Gymnasium Gars ist ein staatliches koedukatives Gymnasium in Gars am Inn im Landkreis Mühldorf am Inn (Bayern).
Seit 1582 ist die Lateinschule der Augustiner-Chorherren urkundlich belegt, von 1899 bis 1972 war es ein privates Gymnasium des Redemptoristenordens im Kloster Gars, 1972 wurde es verstaatlicht. 1980 fand die erste Abiturprüfung statt.
Es führt einen sprachlichen, einen humanistischen, einen naturwissenschaftlich-technologischen und seit dem Schuljahr 2014/15 einen wirtschaftswissenschaftlichen Zweig.
Außerdem unterhält das Gymnasium Schulpartnerschaften mit der amerikanischen „East Richland High School“ in Olney, der chinesischen „Anjilu Experimental School“ in Hangzhou sowie Schulen in Cremona, Cluses und Sankt Petersburg.

## Schulmusik
Durch das Engagement der Musikpädagogen der Schule und der Region wurde das Fundament für die Gründung mehrerer Ensembles gelegt, und aus der Schülerschaft sind viele Preisträger von „Jugend musiziert“ sowie Musikstudenten hervorgegangen. So sind heute vor allem der Schul- und Auswahlchor sowie das Schulorchester, das Blechbläser-Ensemble und die Kammermusik sowie die Schulband besonders aktiv. In den „Foyerkonzerten“ bieten die Schulmusiker besonders begabten Solisten (v. a. Pianisten, Violinisten und Organisten) eine Plattform, um ihr Können zu beweisen. In der ehemaligen (historischen) Kapelle treten außerdem weitere kleinere Gruppen wie beispielsweise Saitenmusiker, Holzbläser und gemischte Besetzungen auf. Außerdem werden jedes Jahr ein Weihnachts- und ein Sommerkonzert gegeben.
Der Gospel Train ist der African-American Spiritualchor an der Schule. 1978 rief der damalige Mathematiklehrer Manfred Eisele am Gymnasium Gars den Wahlunterricht „Spiritualchor“ und damit den Vorläufer des Gospel Train ins Leben. 1979 hatte der Chor die ersten Auftritte außerhalb der Schule, 1982 die ersten Plattenaufnahmen. Viele Schüler blieben auch nach dem Abitur im Chor und gaben mit den aktuellen Schülern zusammen weitere Konzerte, unter anderem auf mehreren Katholikentagen. Der Chor mit seinen 40 Sängerinnen und Sängern arbeitete bislang mit den Münchner Bluesmusikern Albert C. Humphrey und Tony Spearman, den Johnny Thompson Singers aus Philadelphia und Jeanne Carroll aus Chicago zusammen. Die Solisten kamen aus den eigenen Reihen. Die begleitende Band bestand aus acht Musikern mit Rhythmus- und Blasinstrumenten.

## Robotics
Im Jahr 2017 begann der Mathematiklehrer Marco Grees mit dem Wahlunterricht „Robotics“ für vier Schüler und zwei Schülerinnen. Dieser bestand zunächst aus den Lego-Mindstorms- bzw. EV3-Anfängersystemen und wurde später durch Spike-Systeme ergänzt. Wegen der regen Nachfrage konnte ein Robotics-Wettkampfteam „GarsControl“ an den Start gehen und fuhr diverse Erfolge ein, wie zum Beispiel das zweimalige Erreichen des D-A-CH-Zentraleuropafinale der FIRST-Lego-League im Jahr 2023 und 2025 oder auch mehrmals das Deutschlandfinale der World-Robot-Olympiad. Den größten Erfolg feierte die Schule im April 2025 durch das Erreichen eines Weltfinals in den USA. Dort positionierte sich das Senior-Team von GarsControl im Juni unter den 5 besten und gewann sogar den Pokal für das beste Alliance-Game in Kooperation mit dem Team LIT aus Kalifornien/USA. Auch in der WRO erreichte ein Junior-Team das Weltfinale in Singapur durch die Positionierung auf Platz 3 im Deutschlandfinale in Dortmund/NRW.
Aktuell nehmen etwa 160 Schüler in unterschiedlichen Disziplinen teil und werden von sechs Lehrkräften betreut. Hierzu bietet das Gymnasium Gars seit dem Schuljahr 2023/24 einen großen Roboticsraum an. Dort wird geforscht, programmiert, konstruiert und diskutiert.

## Ehemalige Schüler
(Auswahl)
- Werner Meier (* 1953), Musiker und Kabarettist
- Michael Mittermeier (* 1966), Comedian[12]
- Julia Obermeier (* 1984), Politikerin, MdB